# Olivia Taylor Dudley
Olivia Taylor Dudley, née le 4 novembre 1985, est une actrice américaine. 
Elle est connue pour ses rôles dans des films d'horreur tels que Chroniques de Tchernobyl (2012), Les Dossiers secrets du Vatican (2015) et Paranormal Activity 5 : Ghost Dimension (2015) ainsi que pour son rôle d'Alice Quinn dans la série fantastique The Magicians, entre 2015 et 2020.

## Vie et carrière
Olivia est née à San Luis Obispo en Californie.
Dudley a obtenu son premier grand rôle au cinéma dans le thriller de 2012 Chroniques de Tchernobyl (Chernobyl Diaries) ,,. En 2013, elle a été choisie pour le film de possession démoniaque, Les Dossiers secrets du Vatican sorti en 2014 ; elle y incarne la possession de la victime Angela Holmes,. Son jeu dans ce film a récolté l'avis positif du New York Times par Nicolas Rapold. D'autres de ses films remarquables sont: Chillerama, Paranormal activity: The Ghost Dimension, Haltères, The Barber et Dude Bro Party Massacre III. 
Ses rôles à la télévision incluent des apparitions dans Les Experts : Miami et Arrested Development. En août 2015, elle a gagné le rôle d'Alice dans la série The Magicians,, produit par Syfy, en remplacement de Sosie Bacon. À l'été 2016, Dudley a joué aux côtés de David Duchovny dans la deuxième saison du docudrame de NBC, Aquarius.

## Filmographie

### Cinéma

#### Longs métrages
- 2020: She Dies Tomorrow de Amy Seimetz :
- 2016: Chuck Hank and the San Diego Twins (film en post-production) de Jonathan Keevil : Trash
- 2015 : Paranormal Activity 5 : Ghost Dimension de Gregory Plotkin : Skyler
- 2015 : Les Dossiers secrets du Vatican (The Vatican Tapes) de Mark Neveldine : Angela
- 2015 : Dude Bro Party Massacre III de Tomm Jacobsen, Michael Rousselet et Jon Salmon : Motherface
- 2015 : Appleton de Jimmy Costa :  Gracie
- 2014 : The barber de Basel Owies : Kelli
- 2014 : Transcendance de Wally Pfister : Groupie
- 2014 : Dumbbells de Christopher Livingston : Heather
- 2012 : Chroniques de Tchernobyl (Chernobyl Diaries) de Bradley Parker :  Natalie
- 2012 : The Dictator de Larry Charles : Nurse Svetlana (non crédité)
- 2011 : Chillerama (segment "Zom-B-Movie") de Joe Lynch : Laura
- 2011 : Chillerama (segment "Wadzilla") de Adam Rifkin : Nurse Unger
- 2011 : Birds of a Feather de Anthony Meindl : Reality Girl n°5
- 2008 : Remembering Phil de Brian J. Smith :  Petite amie de Susie
- 2007 : Walk Hard: The Dewey Cox Story de Jake Kasdan : une fumeuse d'herbe (non crédité)
- 2007 : Anna Nicole Smith : Destin tragique (Anna Nicole) de Keoni Waxman : une danseuse

#### Courts métrages
- 2014 : The Front Page de Michael E. Peter : Becky
- 2013 : Monster Machine de Andrew Bowser : Terror Twin
- 2011 : Ticklish Cage de Stoney Sharp : Vegas Hooker
- 2010 : Stork de Erik Sandoval : Mendoza's Girl
- 2009 : Hector Quince: Author de John McKinney

### Télévision

#### séries télévisés
- 2015 - 2020 : The Magicians : Alice Quinn (rôle principal - 64 épisodes)
- 2017 : Larry et son nombril (Curb Your Enthusiasm) : Femme échangiste (1 épisode)
- 2016 : Aquarius : Billie Gunderson (5 épisodes)
- 2015 : The comedians :  Barista (3 épisodes)
- 2013 - 2014 : Uproxx Video : Représentant publicitaire «Cosmétiques», Vanessa (Web-série - 9 épisodes - également scénariste sur 1 épisode)
- 2013 : Arrested development - Les nouveaux pauvres (Arrested Development) : Rose (1 épisode)
- 2013 : The Mindy Project : Fille tatouée (1 épisode)
- 2012 : Don't Trust the B---- in Apartment 23 :  Katarina (1 épisode)
- 2011 - 2012 : Les Experts : Miami (CSI: Miami) : Elizabeth Clark (3 épisode)
- 2011 : NCIS : Enquêtes spéciales (NCIS: Naval Criminal Investigative Service) : Jancey Gilroy (1 épisode)
- 2008 : 5-Second Films

## Voix francophones
En France, Olivia Taylor Dudley n'a pas de voix régulière. Elle a cependant été doublée à trois reprises par Dorothée Pousséo.